# Amblyglyphidodon flavilatus
Amblyglyphidodon flavilatus är en fiskart som beskrevs av Allen och Randall, 1980. Amblyglyphidodon flavilatus ingår i släktet Amblyglyphidodon och familjen Pomacentridae. Inga underarter finns listade i Catalogue of Life.